# Liste staatlicher Hamburger Auszeichnungen
Die Ehrungen und Auszeichnungen der Freien und Hansestadt Hamburg sind ohne Gewichtung in zeitlicher Abfolge aufgeführt. Die Liste enthält die vom Senat oder in seinem Auftrag verliehenen Auszeichnungen.
Nicht enthalten sind Auszeichnungen durch Stiftungen, Religionsgemeinschaften, Verbände, Vereine und Unternehmen. Diese finden sich in der Liste nichtstaatlicher Hamburger Auszeichnungen.

## Übersicht
Die Tabelle ist sortierbar.
| Jahr A | Ehrung/Auszeichnung                                       | Benannt nach          | Thema                  | Bemerkungen |
| ------ | --------------------------------------------------------- | --------------------- | ---------------------- | --- |
| 1813   | Ehrenbürgerrecht                                          | −                     | Allgemein              | Die höchste Auszeichnung, die die Freie und Hansestadt Hamburg vergibt |
| 1815   | Kriegsdenkmünze der Hanseatischen Legion B                | Hanseatische Legion   | Kriegsverdienste       | Von den drei Hansestädten den Teilnehmern an den Befreiungskriegen 1813/14 verliehen |
| 1843   | Dankmedaille Brand C                                      | Hamburger Brand       | Katastrophenschutz     | Als tragbare Medaille nur an auswärtige Helfer verliehen |
| 1853   | Hamburgische Ehrendenkmünze in Silber                     | −                     | Schutz/Rettung         | Für besondere Verdienste um den Schutz von Leben und Eigentum |
| 1855   | Hamburgische Ehrendenkmünze in Gold                       | −                     | Allgemein              | Für erhebliche Verdienste um Hamburg |
| 1897   | Staatspreis der Freien und Hansestadt Hamburg             | −                     | Kultur                 | Für hervorragende Leistungen bei Ausstellungen und Wettbewerben aller Art mit Ausnahme von Sportveranstaltungen |
| 1902   | Ehejubiläumsmedaille                                      | −                     | Treue                  | Auf Anfrage erhalten Hamburger Ehepaare zum 50. und 60. Hochzeitstag ein Glückwunschschreiben des Ersten Bürgermeisters sowie die Medaille                                                                                    |
| 1903   | Hamburgische Rettungsmedaille                             | −                     | Schutz/Rettung         | Für Personen, die unter erheblicher eigener Lebensgefahr Rettungstaten auf hamburgischem Staatsgebiet ausführten |
| 1915   | Hanseatenkreuz B                                          | Hanseatische Legion   | Kriegsverdienste       | 1915 bis 1920 von den drei Hansestädten an „vor dem Feind bewährte Frontkämpfer“ verliehen |
| 1925   | Bürgermeister-Stolten-Medaille                            | Otto Stolten          | Allgemein              | Für Personen, die sich bleibende Verdienste um Hamburg erworben haben |
| 1926   | Medaille für treue Arbeit im Dienste des Volkes In Bronze | −                     | Gemeinwohl             | Für Personen, die sich mindestens 25 Jahre ehrenamtlich betätigt haben |
| 1927   | Sportmedaille                                             | −                     | Sport                  | Für hervorragende sportliche Leistungen |
| 1928   | Johannes-Brahms-Medaille                                  | Johannes Brahms       | Musik                  | Für hervorragende Leistungen auf dem Gebiet der Musik, insbesondere der Brahmspflege |
| 1929   | Lessing-Preis                                             | G. E. Lessing         | Literatur              | Für Dichter, Schriftsteller und Gelehrte, deren Werke Auszeichnung verdienen |
| 1933   | Dietrich-Eckart-Preis B                                   | Dietrich Eckart       | Literatur              | 1933 bis 1943 für literarisch-propagandistische Werke im Sinne des Nationalsozialismus |
| 1938   | Hamburgische Ehrendenkmünze in Bronze B                   | −                     | Allgemein              | Für Verdienste um Hamburg; bis ca. 1943 verliehen |
| 1947   | Ehrentitel „Professor/Professorin“                        | −                     | Wissenschaft und Kunst | Für hervorragende Verdienste auf dem Gebiet der Wissenschaft und Kunst (einschließlich Musik) |
| 1950   | Bach-Preis                                                | J. S. Bach            | Musik                  | Für Komponisten, deren Werke Auszeichnung verdienen |
| 1951   | Lichtwark-Preis                                           | Alfred Lichtwark      | Kunst                  | Auszeichnung für Maler, Zeichner und Bildhauer, deren Werke der bildenden Kunst in unserer Zeit neue Aspekte hinzugewonnen haben                                                                                              |
| 1953   | Medaille für treue Arbeit im Dienste des Volkes in Silber | −                     | Gemeinwohl             | Für Personen, die sich durch besondere Leistungen zum Gemeinwohl ausgezeichnet haben. |
| 1955   | Edwin-Scharff-Preis                                       | Edwin Scharff         | Kunst                  | Für Maler, Zeichner, Bildhauer und Werkkünstler, die im Großraum Hamburg leben und deren Werke Auszeichnung verdienen |
| 1956   | Medaille für Kunst und Wissenschaft                       | −                     | Wissenschaft und Kunst | Für besondere, herausragende Leistungen von bleibendem Wert für Hamburg auf den Gebieten der Forschung, Wissenschaft oder Kunst                                                                                               |
| 1956   | Verfassungsportugaleser                                   | Portugaleser          | Allgemein              | Erneuerung eines historischen Ehrenpreises |
| 1961   | Fritz-Schumacher-Preis D                                  | Fritz Schumacher      | Architektur            | Für Architekten und Ingenieure, deren Leistungen auf dem Gebiete des Städtebaus, der Landesplanung oder des Bauwesens Auszeichnung verdienen.                                                                                 |
| 1962   | Dankmedaille Sturmflut C                                  | Sturmflut 1962        | Katastrophenschutz     | An auswärtige Helfer verliehen |
| 1963   | Alexander-Zinn-Preis für Literatur B                      | Alexander Zinn        | Literatur              | 1995 durch den Hubert-Fichte-Preis abgelöst |
| 1965   | Alexander-Zinn-Preis für Journalisten                     | Alexander Zinn        | Journalismus           | Für Journalisten, die sich durch herausragende, insbesondere zukunftsweisende Beiträge um das öffentliche Wohl Hamburgs verdient gemacht haben                                                                                |
| 1973   | Senator-Neumann-Preis                                     | Paul Neumann          | Inklusion              | Für Personen, die in Hamburg in hervorragender Weise und mit innovativer Wirkung die Interessen behinderter Menschen berücksichtigen und dadurch zu einer inklusiven Gesellschaft beitragen                                   |
| 1978   | Senator-Biermann-Ratjen-Medaille                          | H.-H. Biermann-Ratjen | Kultur                 | Für Personen oder Personengruppen, die sich durch künstlerische oder andere kulturelle Leistungen um Hamburg verdient gemacht haben                                                                                           |
| 1979   | Aby Warburg-Preis                                         | Aby Warburg           | Wissenschaft           | Bis 2012: „Aby-M.-Warburg-Preis“. Für Wissenschaftler, Schriftsteller und andere Persönlichkeiten des Geisteslebens, deren Wirken wissenschaftliche Einzeldisziplinen übergreift und in der europäischen Kultur verankert ist |
| 1985   | Karl-Schneider-Preis                                      | Karl Schneider        | Kunst                  | Bis 1995: „Preis für das Kunsthandwerk“. Für besondere Leistungen auf dem Gebiet der angewandten Kunst und des Kunsthandwerks                                                                                                 |
| 1986   | Alfred-Toepfer-Medaille                                   | Alfred Toepfer        | Stadtentwicklung       | Für besondere Verdienste um Stadtentwicklung oder Natur- und Umweltschutz |
| 1990   | Hamburger Literaturpreise                                 | −                     | Literatur              | Bis 2018: „Hamburger Förderpreise für Literatur und literarische Übersetzungen“ |
| 1994   | Hubert-Fichte-Preis                                       | Hubert Fichte         | Literatur              | Für Literaten, die in ihrem Schaffen eine deutliche Beziehung zu Hamburg erkennen lassen |
| 1997   | Dankmedaille Oder-Flut C                                  | Oderhochwasser 1997   | Katastrophenschutz     | An Helfer aus Hamburg verliehen, gilt aber nicht als Orden |
| 2002   | Dankmedaille Elbe-Flut C                                  | Elbe-Flut 2002        | Katastrophenschutz     | An auswärtige Helfer verliehen |
| 2005   | Max-Schmeling-Medaille                                    | Max Schmeling         | Gemeinwohl             | Für Unternehmen, die ehrenamtliches Engagement (z. B. ihrer Mitarbeiter) fördern |
| 2009   | Hamburger Lehrpreis                                       | Lehre                 | Wissenschaft           | Für herausragende und innovative Lehrleistungen an den staatlichen Hamburger Hochschulen |
| 2013   | Ehrenamtsmedaille                                         | –                     | Katastrophenschutz     | Engagement von ehrenamtlichen Helfern und Helferinnen im Katastrophenschutz |
| 2014   | Auslandsverwendungsmedaille                               | –                     | Katastrophenschutz     | Katastrophenschutz und humanitäre Hilfe im Ausland |
| 2017   | Barbara Kisseler Theaterpreis                             | Barbara Kisseler      | Theater                | Als Würdigung der Bedeutung und Qualität insbesondere der Privattheater und Freien Gruppen in Hamburg |
| 2019   | Annemarie Dose Preis                                      | Annemarie Dose        | Gemeinwohl             | Für innovative Engagement-Projekte, die in herausragender Weise den gesellschaftlichen Zusammenhalt in Hamburg stärken |
| ?      | Ehrentitel „Hamburger Kammersänger/in“                    | −                     | Musik                  | Seit mindestens 1928 an Sängerinnen und Sänger für ihre künstlerische Arbeit |
| ?      | Ehrentitel „Hamburger Kammermusiker/in“                   | −                     | Musik                  | 1934–1936 wurden Grundsätze für die Ernennung zu Staatsschauspielern, Kammersängern und Kammermusikern festgestellt. |
| ?      | Ehrentitel „Hamburger Staatsschauspieler/in“              | −                     | Theater                | |

## Preise, an denen die Stadt Hamburgbeteiligtist

### Allgemein
- Seit 1986: Uwe-Seeler-Preis, für Jugendabteilungen von Vereinen des Hamburger Fußball-Verbandes
- Seit 2001: Hamburger Inklusionspreis (für Ausbildung und Beschäftigung von Menschen mit Behinderung), durch die Senatskoordinatorin für die Gleichstellung von Menschen mit Behinderungen (SkbM). Sie untersteht der Rechts- und Dienstaufsicht der Behörde für Wissenschaft, Forschung, Gleichstellung und Bezirke (BWFGB) und ist fachlich weisungsunabhängig. Der Preis wurde 1999 zunächst als „Integrationspreis“ gestiftet.
- Seit 2002: Hamburger Stadtteilkulturpreis, durch die Behörde für Kultur und Medien
- Seit 2018: Georg Koppmann Preis für Hamburger Stadtfotografie. Er wird von der Stiftung Historische Museen Hamburg gemeinsam mit der Behörde für Stadtentwicklung und Wohnen vergeben – für eine künstlerisch-dokumentarische Auseinandersetzung mit dem Stadtbild Hamburgs und seinen aktuellen Veränderungen.

### Auf der Hamburger Sportgala verliehene Preise
Weitergehende Informationen zu den Preisen sowie Listen der Preisträger siehe dort.
| Jahr a | Ehrung/Auszeichnung     | Bemerkungen                                                                                                |
| ------ | ----------------------- | --- |
| 2005   | Sportler des Jahres     | 2017 und 2018 Sportler und Sportlerin zusammengefasst                                                      |
| 2005   | Sportlerin des Jahres   | 2017 und 2018 Sportler und Sportlerin zusammengefasst                                                      |
| 2005   | Mannschaft des Jahres   | 2016 Sportler, Sportlerin und Mannschaft zusammengefasst                                                   |
| 2005   | Ehrenpreis              | An einen prominenten Sportler für sein Lebenswerk; 2016 nicht vergeben, ab 2020 nicht mehr regelmäßig      |
| 2005   | SportMerkur b           | Von der Handelskammer Hamburg bis 2014 vergeben                                                            |
| 2017   | Active City Award       | An Personen, Institutionen oder Projekte, die das Bild Hamburgs als aktive Stadt in besonderem Maße prägen |
| ?      | Hamburger Sportmedaille | Auf der Sportgala seit mindestens 2017 verliehen                                                           |

## Anzahl Verleihungen nach Geschlechtern
Antwort des Senats auf eine Schriftliche Kleine Anfrage vom Anfang 2010.
| Jahr | Ehrung/Auszeichnung                                       | Frauen | Männer | Bemerkungen                                                         |
| ---- | --------------------------------------------------------- | ------ | ------ | ------------------------------------------------------------------- |
| 1813 | Ehrenbürgerrecht                                          | 04     | 030    |                                                                     |
| 1853 | Hamburgische Ehrendenkmünze in Gold                       | 02     | 035    |                                                                     |
| 1853 | Hamburgische Ehrendenkmünze in Silber                     | 0      | 027    |                                                                     |
| 1897 | Staatspreis der Freien und Hansestadt Hamburg             | 0      | 0      | nicht an Personen, sondern ausschließlich an Institutionen vergeben |
| 1903 | Hamburgische Rettungsmedaille                             | 010    | 152    | Zählung seit 1945                                                   |
| 1925 | Bürgermeister-Stolten-Medaille                            | 06     | 055    |                                                                     |
| 1926 | Medaille für treue Arbeit im Dienste des Volkes in Bronze | 0?     | 0?     | gesamt ca. 4000 Personen, jedoch statistisch nicht erfasst          |
| 1927 | Sportmedaille                                             | 598    | 775    | Zählung seit 2004                                                   |
| 1928 | Johannes-Brahms-Medaille                                  | 04     | 061    |                                                                     |
| 1947 | Ehrentitel „Professor/Professorin“                        | 010    | 089    |                                                                     |
| 1953 | Medaille für treue Arbeit im Dienste des Volkes in Silber | 015    | 127    |                                                                     |
| 1956 | Medaille für Kunst und Wissenschaft                       | 08     | 070    |                                                                     |
| 1978 | Senator-Biermann-Ratjen-Medaille                          | 025    | 070    |                                                                     |
| 1986 | Alfred-Toepfer-Medaille                                   | 01     | 06     |                                                                     |
| 2005 | Max-Schmeling-Medaille                                    | 0      | 0      | nicht an Personen, sondern ausschließlich an Institutionen vergeben |